# فصادة

يدخل كل الدم إلى آلة الطرد المركزي (1) ويفصل إلى البلازما (2) والكريات البيضاء (3) والكريات الحمراء (4)، ثم يتم استبعاد عناصر معينة (5).

الفِصادَة (بالإنجليزية: Apheresis)‏ هي فصل مكونات الدم. يعود أصل الكلمة الأجنبية إلى الكلمة اليونانية القديمة (باليونانية: ἀφαίρεσις)‏ وتعني إبعاد. وهي تقنية طبية التي يتم فيها تمرير دم أحد المانحين أو المريض عبر الجهاز الذي يفصل أصل مكونة واحدة ويرجع الباقي للدورة. وهكذا، فهو علاج خارج الجسم.

## الطريقة
وفقا للمادة التي ينبغي إزالتها، تستخدم عمليات مختلفة في فصل مكونات الدم. وإذا كان الفصل عن طريق الوزن هو المطلوب، فان الانتباذ (الطرد المركزي) هو الأسلوب الأكثر شيوعا. وهناك أساليب أخرى تتضمن امتصاص في الخرز المغلفة بمادة ماصة ومن ثم الترشيح.
ويمكن تقسيم أسلوب الانتباذ (الطرد المركزي) إلى فئتين أساسيتين:

### الطرد المركزي مستمر التدفق (مركبات الكربون الكلورو فلورية)
الطرد المركزي مستمر التدفق (مركبات الكربون الكلورو فلورية) (CFC) يتطلب تاريخيا ثقبان في الوريد، حيث أن «المستمر» تعني جمع الدم ومعالجته واعادته في وقت واحد. ويمكن استخدام النظم الجديدة لثقب الوريد. الفائدة الأساسية لهذا النظام هو الحجم المنخفض الخارجي (محسوب من حيث حجم غرفة فصل مكونات الدم وحجم الخلايا الحمراء المكدسة للمانح)التي تستخدم في هذا الإجراء، الذي قد يكون مفيدا لكبار السن والأطفال.

### الطرد المركزي متقطع التدفق.
يعمل الطرد المركزي متقطع التدفق في دورات، حيث يأخذ الدم ويعالجه ومن ثم يعود بالاجزاء اللازمة للمانح في لقمات. والفائدة الرئيسية هو موقع الثقب الوريدي. ولوقف الدم من التخثر، يتم تلقائيا خلط مانع تخثر الدم مع الدم، حيث أنه يضخ من الجسم إلى جهاز فصل مكونات الدم.

### متغيرات الطرد المركزي
لعملية الطرد المركزي نفسها أربعة متغيرات، والتي يمكن التحكم فيها بشكل انتقائي لإزالة العناصر المطلوبة. الأول هو سرعة الدورة ووقطر الوعاء، والثاني هو "زمن الجلوس" في جهاز الطرد المركزي، والثالث هو المذابات المضافة، والرابع وليس من السهل السيطرة عليه وهو: حجم البلازما والمحتوى الخليوي للمانح. المنتج النهائي في معظم الحالات هو عينة الدم الكلاسيكية المترسبة مع كريات الدم الحمراء في الأسفل و"بافي المعطف" من الصفائح الدموية وكريات الدم البيضاء و (الخلايا الليمفاوية/ الكريات المحببة "PMN's وأسس الأصباغ القاعدية، المنتجات الايزينية/الخلايا وحيدات النوي) في الوسط، والبلازما على القمة.

## أنواع فصل مكونات الدم

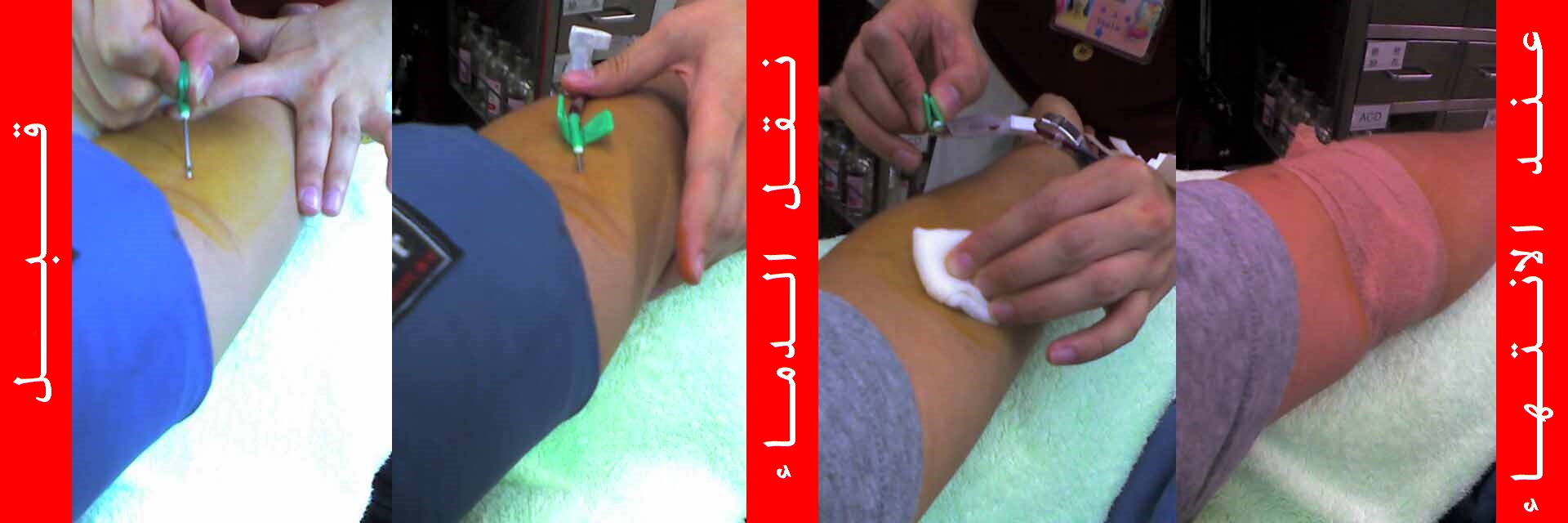
يطهر وتضاف قنية، سحب القنية، وتلبيس الجرح. يتم التحكم في صفعة الضغط الأزرق من قبل جهاز تقنية فصل مكونات الصفائح الدموية في النماذج الجديدة.

هناك أنواع عديدة من فصل مكونات الدم.

### التبرع
يمكن فصل الدم الذي يؤخذ من متبرع سليم الي اجزاء عناصر تكوينه خلال دورة التبرع بالدم، حيث تجمع المكونات التي يحتاج لها، بينما تعاد المكونات «غير المستخدمة» إلى المانح. ولا يحتاج عادة الي استبدال السوائل في هذا النوع من الجمع. هناك فئات واسعة من جمع المكونات:
- فصل مكونات البلازما - بلازما الدم. فصل مكونات البلازما مفيد في جمع (البلازما الطازجة المجمدة) من مجموعة ABO معينة. الاستخدامات التجارية بعيدا عن (البلازما الطازجة المجمدة)لهذه الإجراءات، تشمل منتجات لهذا الإجراء تشمل منتجات الجلوبيولين المناعي ومشتقات البلازما، وجمع كريات الدم البيضاء النادرة والأجسام المضادة لكريات الدم الحمراء.
- فصل كريات الدم الحمراء - خلايا الدم الحمراء. فصل كريات الدم الحمراء هو فصل خلايا الدم الحمرا من كل الدم. والأكثر شيوعا انجاز ذلك باستخدام طريقة ترسيب الطرد المركزي. وتستخدم هذه العملية لامراض خلايا الدم الحمراء مثل أزمات المنجلي أو الملاريا الحادة. يشار الي الإجراءات التلقائية لجمع كريات الدم الحمراء المتبرع بها «Double Reds أو» فصل مكونات الخلايا «دبل ردز» (1)
- فصل مكونات الخثار الصفيحي (فصل مكونات الخثرين، فصل مكونات الصفائح الدموية- صفيحات الدم. فصل مكونات الخثار الصفيحي، مثل يبدو، هو جمع مجموعة الصفائح الدموية عن طريق فصل مكونات الدم عند رجوعه، كريات الدم الحمراء والبيضاءومكون البلازما. وعادة يكون العائد هو ما يعادل ما بين ستة وعشرة مركز عشوائي صفائح الدم. ويطالب ضبط الجودة أن تكون الصفائح الدموية من فصل مكونات الدم مساوية ل أو أكبر من 3.0 × 10 ^ 11 من حيث العدد وأن الرقم الهيدروجيني للمساواة يساوي أو أكبر من 6.2 في 90 ٪ من المنتجات المختبرة، ويجب أن تستخدم في خلال خمسة أيام.
- فصل مكونات كريات الدم البيضاء (خلايا الدم البيضاء). فصل كريات الدم البيضاء ازالة PMN's ذات الأغلفة السوداء، وأساس التلون ومنتجات الايوزيني، لنقل الدم الي المرضى الذين PMN's لديهم مصابة أو فشل معهم العلاج التقليدي. وهناك بيانات محدودة تشير إلى الاستفادة من ضخ الكريات. ومضاعفات هذا الإجراء هي صعوبة الجمع وقصر مدة الصلاحية (24 ساعة في درجة حرارة 20-24 م). وبما أن طبقة «بقية المعطف» تقع مباشرة فوق طبقة كريات الدم الحمراء، يضاف HES عامل الترسيب لتحسين الإنتاجية والحد من جمع كريات الدم الحمراء. تطالب ضبط الجودة أن يكون تركيز الناتج 1.0 × 10 ^ 10 حبيبية في 75 ٪ من الوحدات التي تم اختبارها، وأن يكون المنتج غير مشع لتجنب أمراض استضافة (تعطيل الخلايا الليمفاوية). لا يؤثر الإشعاع على وظيفة ذات الأغلفة السوداء. حيث عادة ما يكون هناك كمية صغيرة تم جمعها من كريات الدم الحمراء، وينبغي إضافة عامل التوافق ABO عندما يكون ذلك ممكنا.
- حصاد الخلايا السلالية - تحصد خلايا نخاع العظام المحيطة والخلايا الجذعية لاستخدامها في عمليات زرع نخاع العظام.

#### سلامة المتبرع
- استخدام مجموعات العدد لمرة واحدة—يتم فصل مكونات الدم باستخدام باستخدام الأدوات لمرة واحدة، لذلك ليس هناك خطر العدوى من الدم الملوث أو من أنابيب الطرد المركزي.
- آثار نظام المناعة «النقصان الفوري في عدد لمفاويات الدم وتركيزات المصل المناعي من درجة خفيف إلى درجة معتدل ودون آثار سلبية معروفة. المعلومات المتاحة بشأن التغيرات طويلة الأجل في الجهاز المناعي» قليلة جدا. {2}

##### مشاكل الأدوات
ذكرت اثنين من مجموعات تقنية فصل مكونات الدم ما يلي:
- مؤسسة باكستر للرعاية الصحية (2005)، حيث «لوحظ تسرب ثقب الدبوس في نهاية اثنان - أوميغا من السرة (أنبوب متعدد الاثداء)، مما تسبب في تسرب الدم.»(3)
- فنويل المتحدة (2007)، حيث كانت هناك «حالتان تم فيهما عكس سكر عنب السترات المضاد للتخثر (ACD)، وخطوط المياه المالحة في عملية التجميع. ارتباطات الخط المعكوسة اتصالات قد لا تكون واضحة بالعين المجردة في مربع العرض، ويمكن أن تؤدي إلى الإفراط في ضخ سكر عنب السترات المضاد للتخثر ACD والي اصابات خطيرة، بما في ذلك وفاة المتبرع.»(4) [1]

##### التعرض للدائن البلاستيك
يستخدم في تقنية فصل مكونات الدم مكونات البلاستيك والأنابيب، والتي تكون مع اتصال بالدم. البلاستيك مصنوع من مادة PVCالبلاستيكية بالإضافة إلى المواد المضافة الاخري مثل اللدائن التي غالبا ما تكون من DEHP. تترشح مادة DEHP في الدم، وبدأالناس دراسة الآثار المحتملة لهذا التتسرب على الأشخاص المانحين، (وكذلك، بالطبع المستفيدين المنقول اليهم).
- «يمكن تجاوز المخاطر الحالية أو الوقائية للحد من قيم DEHP، مثل الجرعة المرجعية ل (20 ميكروغرام / كغ / يوميا)، الولايات المتحدة، ومؤشر الاتحاد الأوروبي (20-48 ميكروغرام / كغ / يوم) في اليوم من استخراج الصفائح وخاصة النساء في سن الإنجاب في حاجة إلى حماية من التعرض DEHP بقيم تتجاوز الحدود الوقائية المذكورة أعلاه».[2]
- فصل مكونات الصفائح الدموية تجاريا (الفصادة) يسفر عن طرح كميات كبيرة من مادة DEHP أثناء عملية فصل مكونات الدم، ولكن الجرعة الإجمالية للDEHP التي يحتفظ بها المانح هي عموما ضمن المعدل الطبيعي للتعرض لمادة DEHP." [3]
- صنعت شركة باكستر أكياس الدم من دون مادة DEHP، ولكن كان هناك طلب قليل على المنتج في السوق {7}
- كان «متوسط جرعات DEHP لتقنية فصل بلازما الدم (18.1 و 32.3 ميكروغرام / كغ / يوميا)، قريبة أو تتجاوز الجرعة المرجعية (الجرعة المرجعية) ل US EPAوالتحمل اليومي المحتمل لفصل مكونات الدم (TDA) للاتحاد الأوروبي. لذلك، قد يكون هامش السلامة غير كافي لحماية الرجال وخاصة الشباب والنساء في سن الإنجاب من تأثيرات على التكاثر. وفي الوقت الحاضر، ينبغي تفضيل جهاز التدفق المنقطع لتجنب المخاطر الصحية علي مانحي البلازما. ينبغي تطوير استراتيجيات لتجنب تعرض الأشخاص المانحين لمادة DEHP أثناء فصل مكونات الدم.» (8) [4]

### العلاج

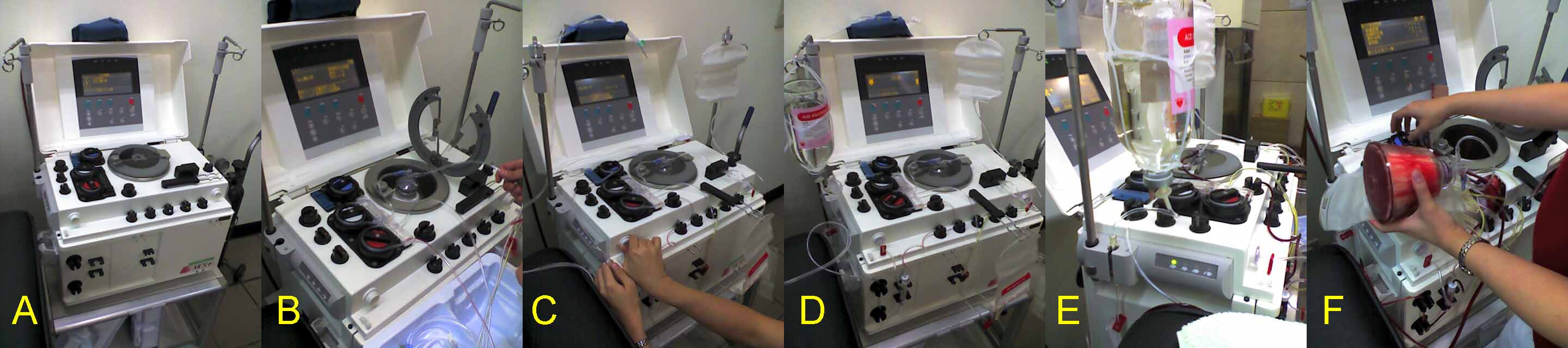
المجمع (A-D)، التشغيل (E) والتفكيك (F) من جهاز فصل مكونات صفائح الدم الذي يمكن تهيئته كذلك للفصل بين العناصر الأخرى.

يمكن استخدام مختلف تقنيات فصل مكونات الدم عندما يشكل الجزء المزال أعراض حادة من المرض. وعموما يتعين فصل مكونات الدم في كثير من الأحيان الي حد ما، وهو عملية منتشرة. ولذا يتعين القيام بها فقط في حالة فشل الوسائل الاخري علي السيطرة على مرض معين، أو في حالة أن تكون طبيعة الاعراض من النوع الذي ينتظر العلاج لتصبح فعالة وتتسبب في معاناة أو خطر حدوث مضاعفات.
- فصل مكونات الدمLDL هو ازالة البروتين الدهني منخفض الكثافة في المرضى الذين يعانون من ارتفاع الكولسترول العائلي.
- Photopheresis
- مقايسة الامتصاص مع بروتين العنقوديات -A عمود الاغاروز، إزالة الأجسام المضادة، والأجسام المضادة الذاتية (في أمراض المناعة الذاتية ورفض الزرع والهيموفيليا) من خلال توجيه البلازما من خلال -A وعمودالاغاروز. والبروتين A هو مكون جدار خلية تنتجها عدة سلالات من المكورات العنقودية الذهبية التي تربط المنطقة Fc مع IgG.

## استبدال السوائل أثناء فصل مكونات الدم
ومن المهم أن نتذكر أنه عند استخدام نظام فصل مكونات الدم لعلاج هذا النظام، هو إزالة كميات صغيرة نسبيا من السوائل (لا تزيد عن 10.5 مل / كغم من وزن الجسم). ويجب استبدال هذه السوائل للحفاظعلى وحدة التخزين الصحيح داخل الأوعية الدموية. يختلف السائل المستبدل باختلاف المؤسسات. إذا تم استخدام بلوراني مثل الملحي العادي، ينبغي ضخ كمية ثلاثة أضعاف ما تمت إزالته كنسبة 3-1 من البلازما لان هناك حاجة لمواصلة الضغط المنتبج. تستخدم بعض المؤسسات زلال المصل العادي، لكنه مكلف وقد يكون من الصعب العثور عليه. يدافع البعض عن استعمال FFP أو أي منتج دم مماثل، ولكن هناك مخاطر بما في ذلك سمية السيترات (من مانع التخثر) وعامل التوافق ABO ووالعدوى، ومولدات المضادات الخلوية.

## الغلوبلين المناعي الوريدي
الغلوبلين المناعي عن طريق الوريد (IVIG) هو منتج دم يستخدم عن طريق الوريد. ويحتوي علي الغلوبلين المناعي IgG المفتش (الأجسام المضادة المستخرجة من بلازما آلاف المتبرعين بالدم). كما يتم إعطاء IVIG كبروتين استبدال لعلاج مرضي نقص المناعة التي أدت إلى انخفاض أو إلغاء قدرات إنتاج الأجسام المضادة. يدار الغلوبولين المناعي الوريدي للحفاظ على مستويات اجسام مضادة كافية لمنع العدوى ومنح الحصانة السلبية. تستمر آثار الغلوبولين المناعي الوريدي ما بين اسبوعين الي ثلاثة أشهر. وتستخدم أساسا في علاج ثلاث فئات رئيسية هي:
- نقص المناعة، مثل غاما غلوبيليما المرتبط باكس، وهيبوغاماغلوبليما (نقص المناعة الأولية)، والحالات المرضية لنقص المقاومة المساومة الحصانة (نقص المناعة الثانوية)، ويضم مستويات أجسام مضادة منخفضة،
- التهابات وأمراض المناعة الذاتية
- العدوى الحادة

## الروابط الخارجية
- أخبار فصل مكونات الدم
- الجمعية الأمريكية لفصل مكونات الدم
- ويب باث صفحة فصل مكونات الدم.
- ويب باث، التبرع بالدم بالدم والمعالجة
- فصل مكونات الدم: حقائق وأسئلة وأجوبة عن صفائح الدم
- باكستر: مجموعة المكون التلقائي
- النظام هايمونتكس PCS2
- نظام الإشراف هايمونتكس ام اس سي + 9000
- كارديان بي سي تي: نظام فصل جمع الدم التلقائي - ترما